# 고재열
고재열(高在列, 1974년 ~ )은 대한민국의 기자이다. 시사저널 기자 생활을 하다가 2007년 시사저널 파업사태 이후 ㈜참언론의 시사IN기자로 자리를 옮겼다.

## 경력
- ㈜시사저널사 시사저널 기자
- ㈜참언론 시사IN 문화팀장/기자

## 활동
- 퀴즈 대한민국 220회에 출연해서 30대 퀴즈영웅이 되었다.
- 블로그 <독설닷컴>의 운영자이다.[2]
- 고재열은 트위터를 통해 대중과 왕성하게 소통을 하는 언론인인데, 그 팔로워(follower)가 18만 명이 넘을 정도로 영향력있는 트위터리언이다.[3][2]

## 평가
- 2009년 12월, 한국경제신문 최진순 기자가 운영하는 <온라인미디어뉴스>에서 조사한 ‘올해의 온라인 저널리스트’에 2008년에 이어 고재열이 뽑혔다. <온라인미디어뉴스>는 미디어업계 종사자들을 상대로 이메일 조사를 벌였는데, 응답자 102명 중 40%가 고재열을 선택했다. <온라인미디어뉴스>는 2주간 639명의 회원을 대상으로 이메일 조사를 벌였으며 102명의 답변을 받았다.[4]